# Журава
Жура́ва — село в Україні, у Турбівській селищній громаді Вінницького району Вінницької області. Населення становить 342 осіб. До 2020 село підпорядковувалося Вахнівській сільській раді. В околицях села знаходиться піщаний кар'єр. Працювали сільський клуб, магазин та ФАП.

## Географія
Селом протікає річка Струмок Вільшанка, ліва притока Вільшанки.

## Історія
Станом на 1885 рік у колишньому власницькому селі Старі Мости (Журава) Вахнівської волості Бердичівського повіту Київської губернії мешкало 242 особи, налічувалось 33 дворових господарства, розташовувалася школа, постоялий будинок, водяний млин.

## Населення

### Мова
Розподіл населення за рідною мовою за даними :
| Мова       | Кількість | Відсоток |
| ---------- | --------- | -------- |
| українська | 340       | 99.42%   |
| російська  | 2         | 0.58%    |
| Усього     | 342       | 100%     |

## Галерея

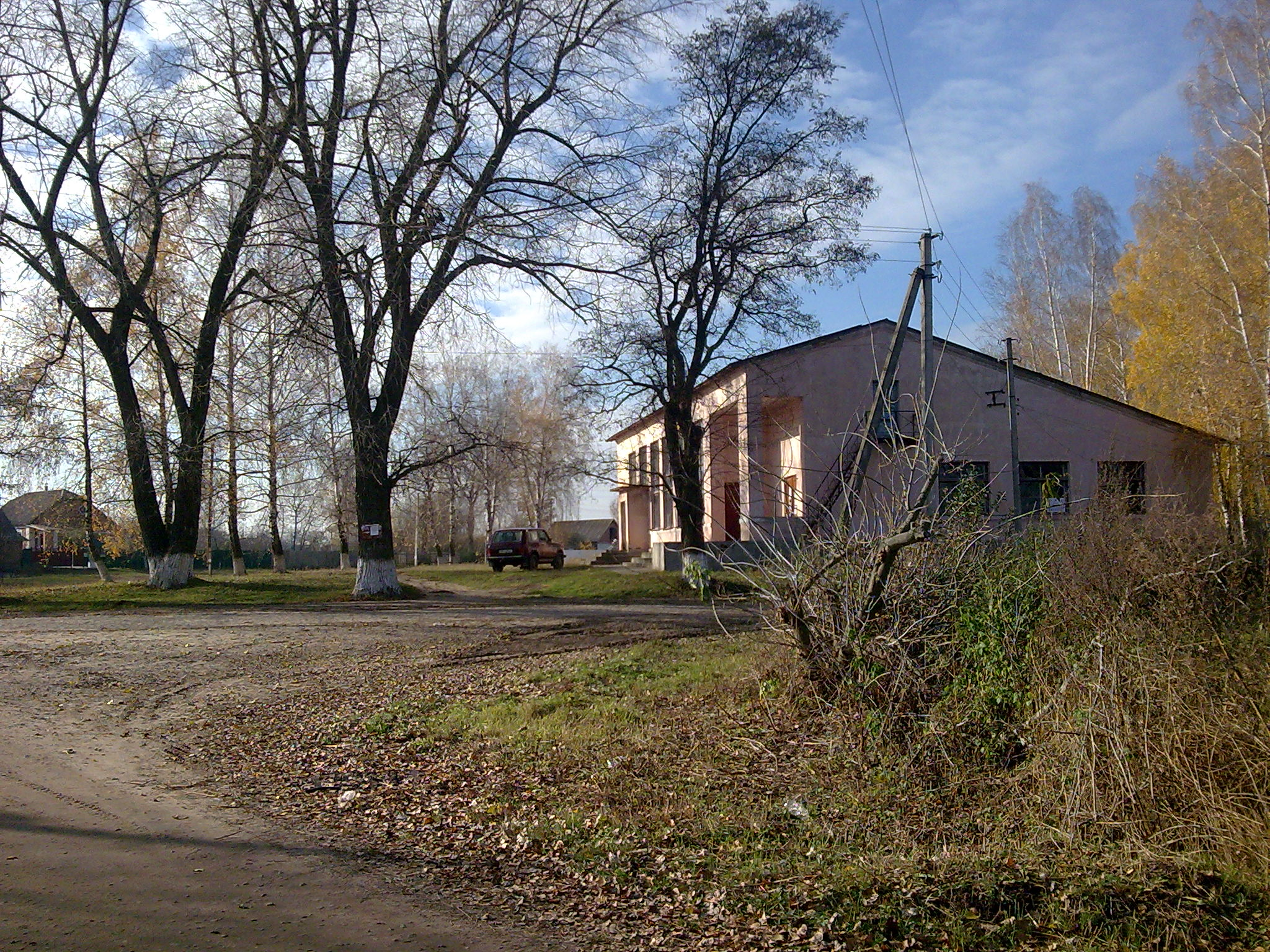
Сільський клуб у Жураві
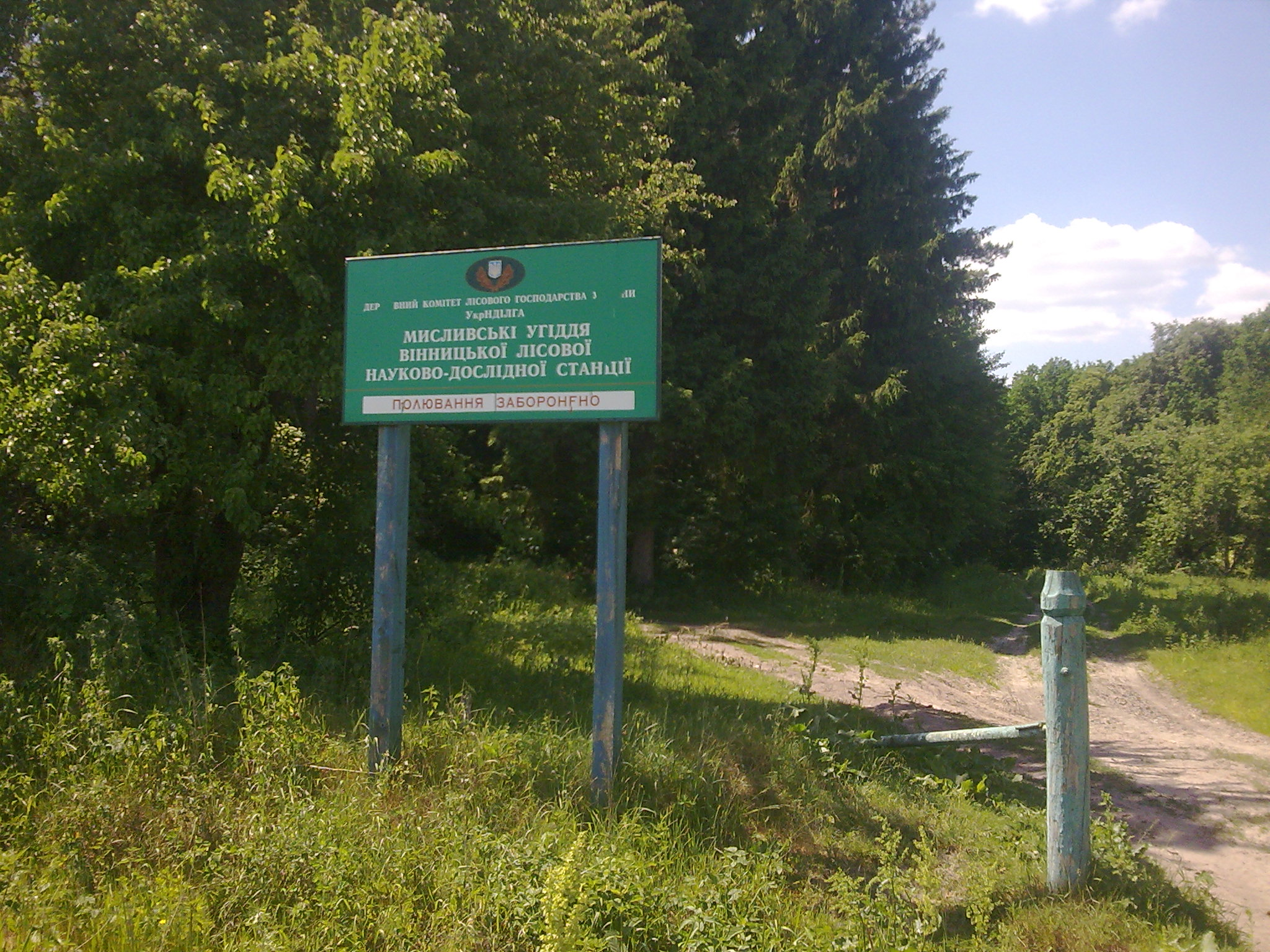
Вхід до лісу
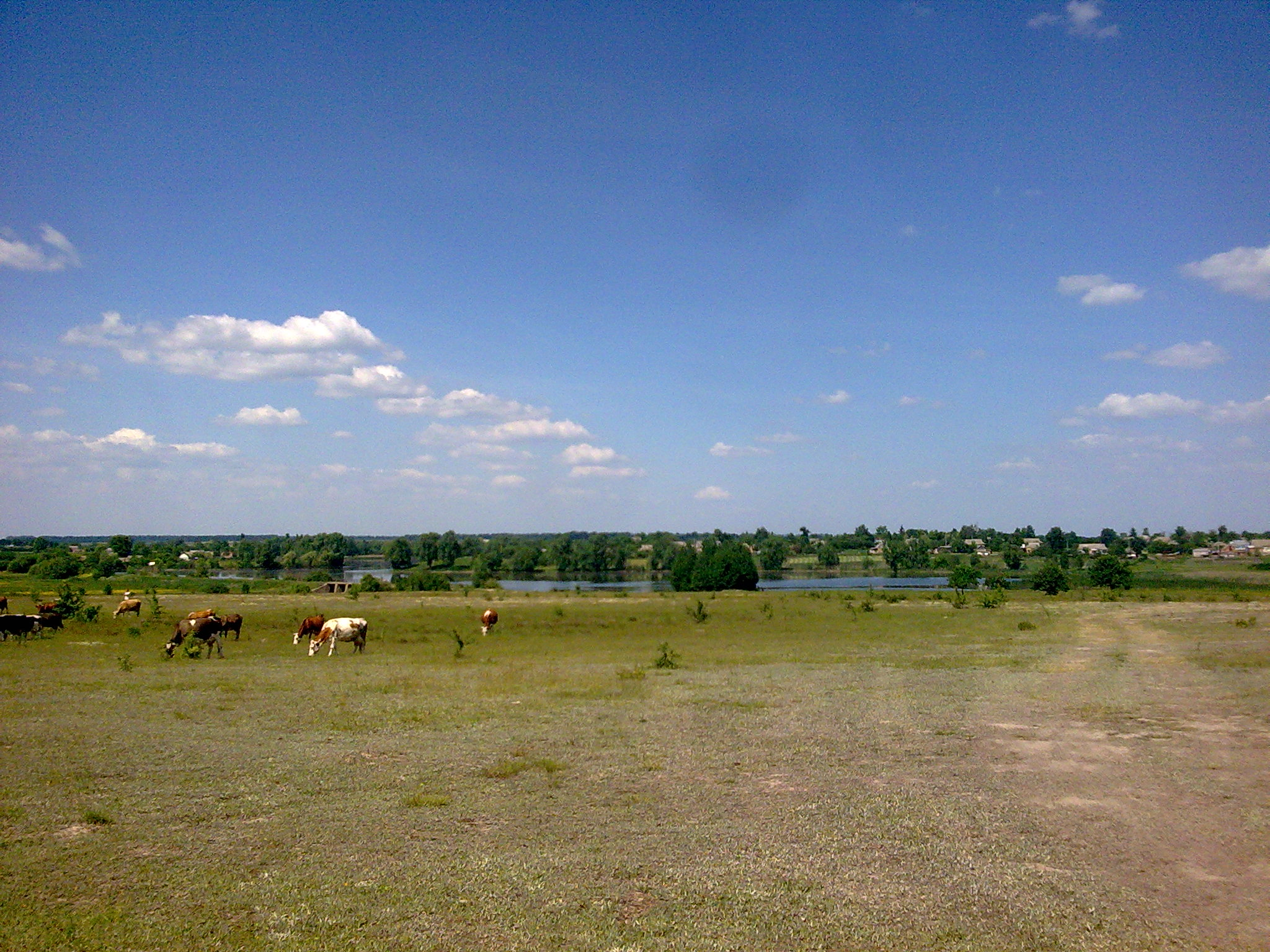
Краєвид на берегах притоки Вільшанки
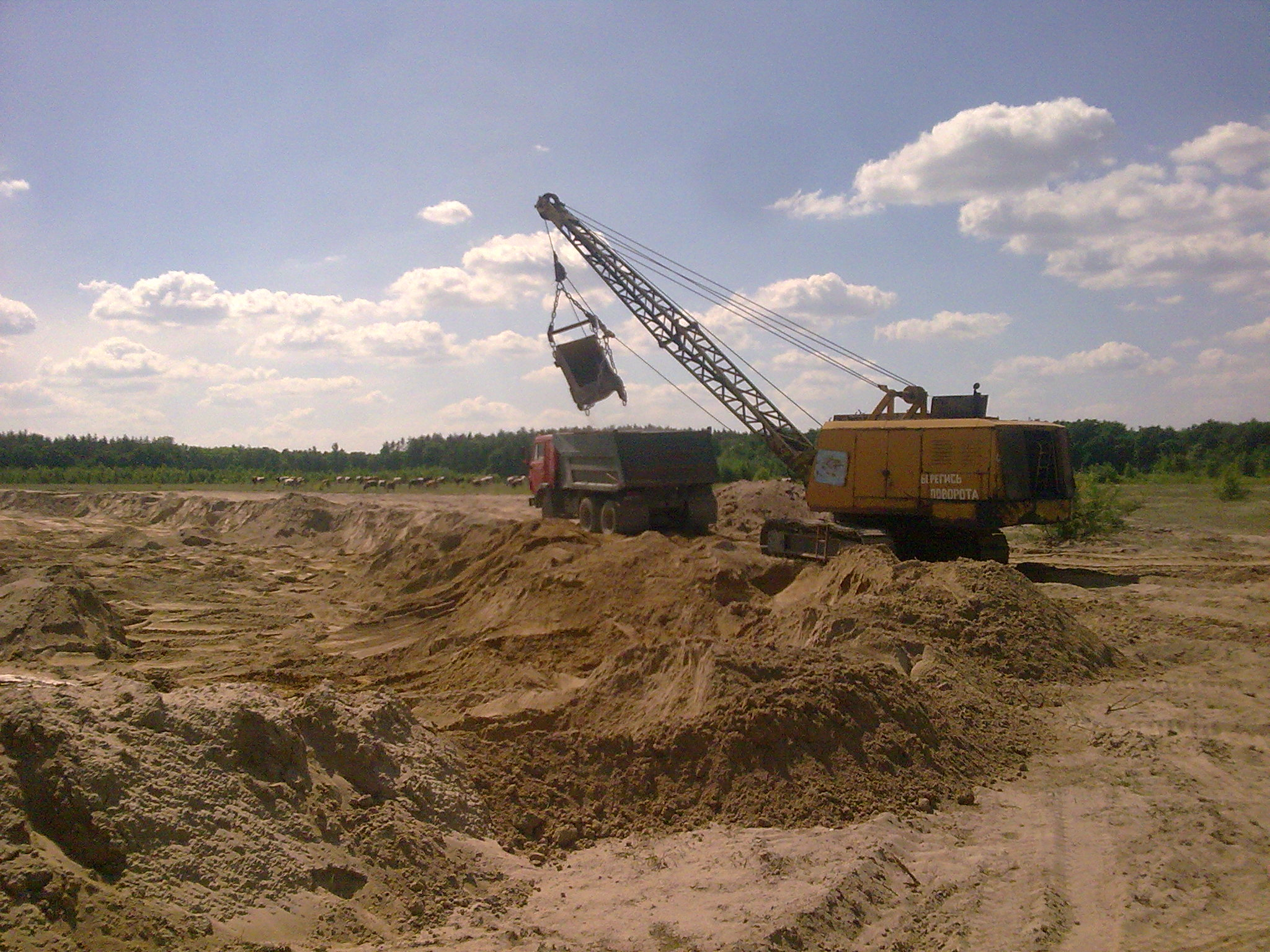
Видобуток піску